# NGC 5852
NGC 5852 је спирална галаксија у сазвежђу Волар која се налази на NGC листи објеката дубоког неба.
Деклинација објекта је + 12° 50' 51" а ректасцензија 15h 6m 56,3s. Привидна величина (магнитуда) објекта NGC 5852 износи 13,7 а фотографска магнитуда 14,5. NGC 5852 је још познат и под ознакама MCG 2-38-45, CGCG 77-10, NPM1G +13.0396, PGC 53974.